# Enrique Vivanco Menchaca
Enrique Vivanco Menchaca fue un político español, hermano de Manuel, Emilio y Jenaro Vivanco Menchaca. Era hijo de Manuel Vivanco y León y de Manuela Menchaca y Mateos. Originario de Sevilla, se estableció en Lérida hacia 1870. Como sus hermanos, hizo carrera política. Durante el sexenio democrático fue miembro del Partido Constitucional y en 1872 fue nombrado jefe de Fomento del gobierno civil de la provincia de Lérida. En 1873 marchó un tiempo a Cuba con el duque de la Torre y cuando volvió, ya en plena restauración borbónica, ingresó en el Partido Conservador, con el que fue elegido diputado al Congreso por el distrito electoral de Borjas Blancas en las elecciones generales de 1876. En 1882 presidió la mesa en la reunión en el Teatro Novedades de Barcelona en demanda de una política proteccionista del gobierno, y que fue disuelta por el gobernador civil.
En años posteriores fue nombrado alcalde de Jerez de la Frontera, gobernador civil de la provincia de Lérida (1880, 1884 y 1885), de la provincia de Zamora (1890), de la provincia de Sevilla (1891), de la provincia de Málaga (1892) y de Guipúzcoa (1900). También fue presidente de la Diputación Provincial de Lérida de 1903 a 1908.